# Rivière Mattawa
Pour les articles homonymes, voir Mattawa.
La rivière Mattawa est une rivière de l'Ontario au Canada, qui se jette dans la rivière des Outaouais. Ce cours d'eau a été de tout temps utilisé par les amérindiens pour circuler sur l'immense territoire situé entre les Grands lacs et la plaine du Saint-Laurent.

## Histoire
En 1610, Étienne Brûlé et en 1615, Samuel de Champlain sont les premiers européens à y circuler. D'autres explorateurs et commerçants l'utiliseront : Jean Nicolet en 1620, Jean de Brébeuf en 1626, Gabriel Lalemant en 1648, Pierre-Esprit Radisson et Médard Chouart des Groseilliers en 1658, Pierre Gaultier de Varennes et de La Vérendrye en 1731, Alexander MacKenzie en 1794 et David Thompson en 1812.
Au cours des siècles suivants, la rivière Mattawa continue à être la voie privilégiée pour le commerce des fourrures des Grands lacs à Montréal via la rivière des Outaouais.
Depuis 1988, la rivière Mattawa est inscrite au réseau des rivières du patrimoine canadien. Le parc provincial Samuel-De Champlain est d'ailleurs localisé aux abords de la rivière.

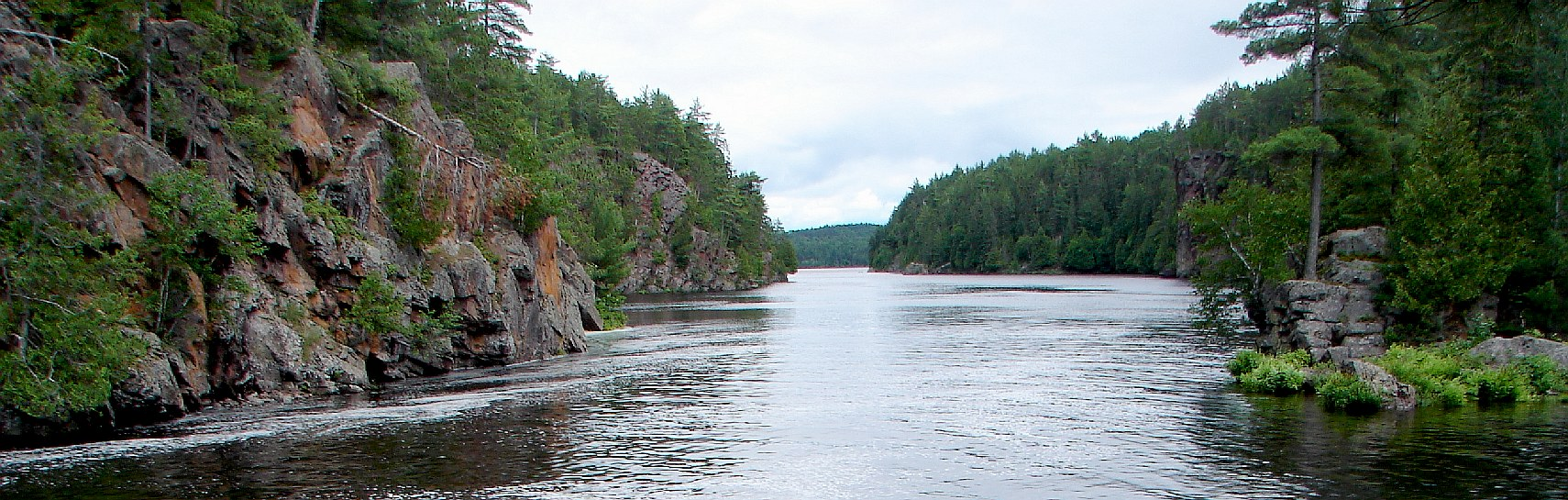
La rivière Mattawa en aval de la chute Talon.